# Eva Helena Grill
Eva Helena Madeleine Grill, tidigare Adelswärd, född 23 mars 1908 i Jakobs församling, Stockholms stad, död 4 april 1993 i Sigtuna församling, Stockholms län, var en svensk vissångerska och textförfattare.

## Biografi
Grill studerade sång för Anna Norrie. Hon debuterade 1936 med en visafton på Konserthuset och gjorde skivdebut 1938. Hon engagerades av Kar de Mumma vid Blancheteatern 1938 och 1941. Hon valdes in i Visans vänner 1938 och var en av de första kvinnorna som blev invalda.
Grill använde sig även ibland av pseudonymen Lucy Lender.